# Linia kolejowa Arcyz – Izmaił
Linia kolejowa Arcyz – Izmaił – linia kolejowa na Ukrainie łącząca stację Arcyz ze ślepą stacją Izmaił. Zarządzana jest przez dyrekcję odeską Kolei Odeskiej (oddział ukraińskich kolei państwowych).
Znajduje się w obwodzie odeskim. Na całej długości linia jest jednotorowa i niezelektryfikowana.

## Historia
Linia powstała w 1941, w okresie sowieckiej okupacji Besarabii (należącej do Rumunii). Już w 1941 znalazła się pod kontrolą Rumunii. Po II wojnie światowej w granicach Związku Sowieckim. Od 1991 znajduje się na Ukrainie.